# Коджо-Келен
Коджо-Келен (кирг. Кожо-Келең) — село в Кара-Сууском районе Ошской области Кыргызстана. Входит в состав Папанского айылного аймака.

## География
Село расположено в западной части области, на правом берегу реки Джиптык-Суу (приток реки Ак-Буура), на расстоянии приблизительно 80 километров (по прямой) к юго-юго-востоку от города Кара-Суу, административного центра района.

## Население
Согласно оценочным данным Национального статистического комитета Кыргызской Республики, численность населения села на начало 2023 года составляла 2325 человек.
| год     | 2009 | 2014 | 2015 | 2020 | 2021 | 2023 |
| ------- | ---- | ---- | ---- | ---- | ---- | ---- |
| человек | 1589 | 1845 | 1922 | 2202 | 2224 | 2325 |